# Наталі Косцюшко-Морізе
Наталі Косцюшко-Морізе (фр. Nathalie Kosciusko-Morizet; нар. 14 травня 1973, Париж) — французький політичний діяч. Іменується також повсюдно NKM (еНКаеМ).

## Біографія
Родом з сім'ї з великим політичним минулим. Далекий предок Косцюшко-Морізе був братом Тадеуша Костюшко. Її дід Жак Костюшко був послом Франції в США, прадід Андре Морізе — сенатором, батько, Франсуа Косцюшко-Морізе (нар. 1940), є мером Севра.
Закінчила Політехнічну школу зі спеціалізацією з біології, потім навчалася також в Науково-промисловому інституті природи і навколишнього середовища (Institut des sciences et industries du vivant et de l'environnement) і Колежі інженерів (Collège des ingénieurs). З 1997 р. на державній службі. З 2002 р. консультант уряду Франції з питань екології та сталого розвитку, депутат Національної асамблеї.
У 2002–2007 рр.. депутат Національних зборів Франції від консервативної партії «Союз за народний рух». У 2007 р. переобрана до парламенту, але пішла з нього у зв'язку з призначенням на пост державного секретаря з питань екології. З 2009 по 2012 р. займала пост державного секретаря з розвитку цифрової економіки. Крім того, з 2008 по 2013 р. Косцюшко-Морізе була мером міста Лонжумо. У 2010–2012 — міністр екології, сталого розвитку, транспорту та житлового будівництва. У 2012 р. очолювала виборчий штаб Ніколя Саркозі.
Кандидат в мери Парижа від партії «Союз за народний рух» (2014). Зайняла друге місце, програвши Анн Ідальго.